# Callawayasaurus
Callawayasaurus là một chi thằn lằn cổ rắn, được Carpenter mô tả khoa học năm 1999.